# جوليان بالما
جوليان بالما (بالفرنسية: Julien Palma)‏ هو دراج فرنسي، ولد في 1993 في Bou, Loiret ‏ في فرنسا.

## وصلات خارجية
- جوليان بالما على موقع أرشيف الدراجات (الإنجليزية)